# إسبانيول طنجة
نادي إسبانيول طنجة Unión Deportiva España المعروف أيام الاستعمار الإسباني لشمال المغرب، هو نادي رياضي من مدينة طنجة كان يمارس بدوري الدرجة الثانية الإسباني. تأسس النادي سنة 1936 من طرف بعض فعاليات الجالية الإسبانية التي كانت مقيمة في مدينة طنجة آنذاك واختار النادي نفس ألوان العلم الإسباني المتمثلة في اللونين الأحمر والأصفر ألوانا لأقمصته. استطاع هذا الفريق بعد سنوات قليلة على إنشائه من أن يصبح أحد أقوى الأندية بدوري الدرجة الثانية الإسباني، حيث كان دائم المنافسة على بطائق الصعود إلى دوري الدرجة الأولى الإسباني. تم حل النادي بعد استقلال المغرب سنة 1956 واندمج مع فريق من الجزيرة الخضراء بمنطقة الأندلس جنوب إسبانيا.

## تاريخ إسبانيول طنجة في البطولة الأسبانية
تعتبر البطولة الإسبانية من أكبر البطولات متابعة للجمهور المغربي. وقد شاركت عدة فرق مغربية إبان الاستعمار الإسباني للمغرب، شماله وجنوبه، في القسم الوطني الأول والثاني.
فريق إسبانيول طنجة تأسس سنة 1936 ثم اندمج سنة 1956 مع فريق الخزيرات من منطقة الأندلس الغالية، ليشكلوا معا فريق إسبانيول الخزيرات الذي لعب موسم 56/57 بالقسم الوطني الثاني الإسباني. هذا الاتحاد لم يكتب له النجاح فلم يدم سنة كاملة حيث كانت سنة 1957 بداية النهاية بعد رغبة فريق الخزيرات المندمج للعب بهويته الأولى فكان سببا في انهيار الاندماج.
للإشارة فقط ففريق إسبانيول طنجة لعب 3 مواسم في القسم الوطني الثاني الإسباني 53/54، 54/55 و 55/56 (56/57 مندمج في فريق إسبانيول الخزيرات.
احتل فريق إسبانيول طنجة موسم 1954/1955 المرتبة الرابعة وراء فريق أتليتكو تطوان المحتل للمرتبة الثانية بفارق نقطتين بينهما و 3 نقاط عن المتصدر والصاعد للقسم الأول ريال مورسيا
نفس الشيء بالنسبة لنادي أتليتكو تطوان فهو احتل الرتبة الأولى في مجموعة الشمال موسم 1950/1951 خولت له الصعود للقسم الوطني الأول رفقة فريق ريال خيخون (حاليا اسمه ريال سبورتينغ خيخون) بطل ومتصدر مجموعة الجنوب.

خارطة تمثل منطقة نفوذ إسبانيا شمال المغرب إبان عهد الاستعمار

علم إقليم المغرب الإسباني إبان عهد الاستعمار

## شعارات النادي

## مباريات إسبانيول طنجة في الدوري الثاني الإسباني
- موسم 1953/1954 

من الملصقات الدعائية للنادي في مدينة طنجة

  - 13/09/1953 (الدورة 1) : إسبانيول طنجة - أتلتيكو تطوان : 1-2
  - 03/01/1954(الدورة 16): أتلتيكو تطوان - إسبانيول طنجة : 5-1
- موسم 1954/1955 
  - 12/12/1954 (الدورة 14): أتلتيكو تطوان - إسبانيول طنجة : 0-0
  - 03/04/1955 (الدورة 29): إسبانيول طنجة - أتلتيكو تطوان : 0-0
- موسم 1955/1956
  - 25/09/1955 (الدورة 3) : إسبانيول طنجة - أتلتيكو تطوان : 1-1
  - 29/01/1956 (الدورة 18): أتلتيكو تطوان - إسبانيول طنجة : 2-1